# British Steel (альбом)
British Steel — шостий студійний альбом англійського хеві-метал-гурту Judas Priest, який вийшов 14 квітня 1980 року на лейблі Columbia Records. Це був перший альбом гурту з барабанщиком Дейвом Голландом.

## Огляд
У British Steel гурт вирішив повторити комерційне звучання, яке вони створили на Killing Machine. Під час виступу у червні 2017 року на радіо Sirius у подкасті «Rolling Stone Music Now» Роб Галфорд сказав, що можливо, на деякі треки гурт надихнули AC/DC. British Steel був записаний у грудні 1979 року у Тіттенгерст-парку, будинку учасника The Beatles Рінго Старра. На момент запису цифрове семплування ще не було широко доступним, тому гурт використовував аналоговий запис розбиття пляшок з молоком, щоб включити його в «Breaking the Law», а також різні звуки в «Metal Gods», створені більярдними киями та тацями для посуду. Це перший альбом «Judas Priest» з барабанщиком Дейвом Голландом, і він вийшов у Великій Британії за зниженою ціною £3,99.
У 2001 році альбом було перероблено з додаванням двох бонусних треків. Бонусний студійний трек «Red, White, and Blue» написали під час сесій для альбому «Twin Turbos» (пізніше Turbo). Другий бонус-трек, живе виконання «Grinder», записали 5 травня 1984 року в Лос-Анджелесі під час туру Defenders of the Faith.
У 2009 році Judas Priest розпочали тур на честь 30-річнчя альбому, вперше повністю зігравши British Steel наживо. Також до цієї дати випустили DVD та CD з концертом, записаним у Голлівуді, у рамках ювілейного туру.

## Композиції
Автор музики і слів Гленн Тіптон, Роб Галфорд і K. K. Даунінг. 
| Перша сторона | Перша сторона      | Перша сторона |
| #             | Назва              | Тривалість    |
| ------------- | ------------------ | ------------- |
| 1.            | «Breaking the Law» | 2:33          |
| 2.            | «Rapid Fire»       | 4:00          |
| 3.            | «Metal Gods»       | 4:04          |
| 4.            | «Grinder»          | 3:57          |
| 5.            | «United»           | 3:31          |

| Друга сторона | Друга сторона                         | Друга сторона |
| #             | Назва                                 | Тривалість    |
| ------------- | ------------------------------------- | ------------- |
| 6.            | «Living After Midnight»               | 3:30          |
| 7.            | «You Don't Have to Be Old to Be Wise» | 5:03          |
| 8.            | «The Rage»                            | 4:44          |
| 9.            | «Steeler»                             | 4:30          |

## Учасники запису
- Роб Галфорд– вокал
- K. K. Даунінг– гітара
- Глен Тіптон — гітара
- Ієн Гілл — бас-гітара
- Дейв Голланд — ударні